# 小宮山友晴
小宮山友晴，（こみやま ともはる，？—1582年4月11日）安土桃山時代的武將， 武田家家臣，使番十二人眾之一。通稱內膳佑。

## 生平
根據甲亂記， 在織田信長所動員的甲州征伐，當武田氏御親類眾穴山梅雪・木曾義昌叛變，加上武田信廉與武田信豐未戰先逃， 在這種情況下，他卻說出「我乃武田家譜代重臣，在武田家最後的戰鬥中臨陣脫逃的莫大的恥辱」（譜代の臣でありながら、武田家最後の戦いに臨めぬのは末代までの恥辱），「我等將成為守護武田家的盾牌來報答御恩」（御盾となり高思の萬分の一にも報いたい）。並誓言死守武田勝賴抵達天目山，然而終就寡不敵眾，於鳥居畑戰死。

## 相关
- 甲亂記